# 松本富子
松本 富子（まつもと とみこ、1947年8月 - ）は、日本の体育学者・教育学者。元群馬大学教育学部教授。専門領域は表現運動。

## 略歴・人物
- 1947年　神奈川県横浜市で出生
- 1965年　神奈川県立横浜平沼高等学校卒業
- 1970年　東京教育大学教育学部体育専攻卒業
- 1973年　東京教育大学大学院体育学研究科表現学修了
- 1974年　東京教育大学教育学部体育専攻講師
- 1989年　群馬大学教育学部学校教育講座保健体育専攻助教授
- 1994年　群馬大学教育学部学校教育講座保健体育専攻教授

現在に至る。趣味はエステ・クラシック。若さを保つため、日々トレーニングと美容を欠かさずおこなっている。

## 研究分野
ダンス（表現運動）
（特に初等教育のダンス）

## 著書・論文

### 著書
- 『ダンス』 （学習研究社「中学校体育実技」、1986年）
- 『ダンス』 （学習研究社「中学校体育実技・教授資料」、1986年）
- 『ダンス』 （学習研究社「中学校体育実技」、1990年）
- 『ダンス』 （学習研究社「中学校体育実技」、1994年）
- 『表現運動の教材づくり』 （大修館書店「体育の授業を創る」、1994年）
- 『ダンスの課題学習の考え方と授業実践』 （創文企画「戦後体育実践論」、1997年）
- 『ダンスの学習内容論』 （大修館書店「体育科教育学の探究」、1997年）
- 『小学校子どもと楽しむ体育の授業5：これは簡単！ダンス・フィットネス動きづくり」』 （学事出版 、1998年）
- 『Gダンス』 （明治図書「改訂中学校学習指導要領の展開・保健体育編」、1999年）
- 『「コンタクトワークによる体ほぐしの実践」、「仲間との関わりを大切にした体ほぐし」』 （大修館書店　中学校体育・スポーツ教育実践講座刊行会「体つくり運動」1999年）
- 『「いろいろな歩の運動」、「リズミカルな運動の例」、「コンタクトワーク」、「仲間との関わりを大切にした体ほぐし」』 （大修館書店、2000年）
- 『4年生の体ほぐしの考え方・進め方」 』（大修館書店「小学校体育の授業4」、2000年）
- 『（翻訳）「初級チャレンジ1〜9」、「中級チャレンジ14〜2」』 （大修館書店「チャレンジ運動による仲間づくり－楽しい体ほぐしの運動」、2000年）
- 『第3章ダンス「学習指導要領改訂のポイント」、「創作ダンスの授業」、「現代的なリズムのダンスの授業」 』（大修館書店「新学習指導要領による中学校の体育授業（下）」、2001年）
- 『新しい課題に対応する中学校保健体育科の授業モデル3「現代的なリズムのダンス」』 （明治図書、2003年）
- 『ダンス（表現運動）の授業を評価する』 （明和出版「体育授業を観察評価する」、2003年）

### 論文
- 『中学校体育授業における教育実習生の実践的指導力について　群馬大学教育実践研究 （大学・研究所等紀要、2005年）
- 『地域連携による新しい教育内容への取り組み－教員研修プログラム「体ほぐしの運動」の計画と実践－』　群馬大学教育学研究 （2005年）
- 『心身の健康からみた身体運動の短期的長期的効果について』　ガンマ大学教育実践研究 （2006年）
- 『 踊る心が見える学習』　女子体育 （2004年）
- 『クラスのみんなで大きな作品を踊りあげる喜びの体験』　女子体育 （学術雑誌、2005年）
- 『表現の入り口と広がり（低学年）』　女子体育 （2004年）

他多数

## 所属学会
- 舞踊学会
- 日本体育学会